# Les Chansons des rues et des bois
Les Chansons des rues et des bois est un recueil de poèmes de Victor Hugo publié en 1866 en France, mais dont l'édition originale a été publiée en 1865 chez Lacroix et Verboeckhoven à Bruxelles, en Belgique, où il se trouvait en exil.